# Robert Mundell

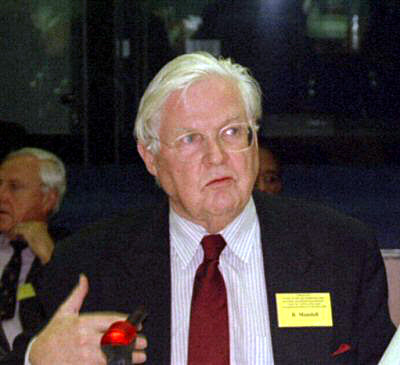
Robert Mundell (1998)

Robert Alexander Mundell, CC (* 24. Oktober 1932 in Kingston, Ontario; † 4. April 2021 in Siena, Italien) war ein kanadischer Volkswirt, dem 1999 der Alfred-Nobel-Gedächtnispreis für Wirtschaftswissenschaften für seine Arbeiten zur Theorie optimaler Währungsräume verliehen wurde. Er war Professor für Ökonomik an der Columbia University und der Chinesischen Universität Hongkong.

## Leben
Nur wenige Details über sein Leben sind bekannt. Entgegen der üblichen Gepflogenheit veröffentlichte Mundell selbst anlässlich der Nobelpreisverleihung keine Autobiographie.
Nach dem Studium an der University of British Columbia in Vancouver, der University of Washington in Seattle, am Massachusetts Institute of Technology und an der London School of Economics and Political Science promovierte Mundell 1956 am MIT bei Charles P. Kindleberger. Es folgte ein Forschungsaufenthalt an der University of Chicago als Post-doctoral Fellow in Political Economics.
Nach Lehrtätigkeit an der Stanford University und am Johns Hopkins Bologna Center of Advanced International Studies wurde er 1961 Mitarbeiter des Internationalen Währungsfonds. 1966 nahm er seine Lehrtätigkeit wieder auf, unter anderem in Chicago und Genf, und nach diversen weiteren Stationen ab 1974 an der Columbia University. Daneben wirkte er als Berater für internationale Organisationen wie Weltbank, Internationalen Währungsfonds und die Europäische Kommission sowie für viele Regierungen weltweit. Seine ökonomischen Theorien standen oft im Kreuzfeuer widerstreitender politischer Interessen. 1998 wurde Mundell in die American Academy of Arts and Sciences gewählt.
Mundell zog sich mehrfach für einige Zeit aus der Öffentlichkeit zurück. Zuletzt lebte er in einem Schloss in der Toskana (Italien). Hier veranstaltete er gelegentlich informelle internationale Konferenzen, an denen hochrangige Ökonomen und Politiker teilnahmen. Er war Ehrendoktor der Finanzuniversität der Regierung der Russischen Föderation. 2006 wurde er Ehrendoktor der Universität Island.
Mundell verstarb Anfang April 2021 im Alter von 88 Jahren.

## Forschung

### Liste herausragender Forschungsergebnisse
- Theorie optimaler Währungsräume
- Beiträge zur Konzeption und zum Regelwerk für den Euro
- Mitbegründer der Angebotspolitik
- Geschichte des Goldes als Währungsstandard
- Vorhersage der Inflation in den 1970er Jahren
- Mundell-Fleming-Modell
- Mundell-Tobin-Effekt

### Arbeiten zu internationalen Geldströmen und Wechselkursen
In der Politik ist Mundell insbesondere für sein Eintreten für Steuersenkungen und verwandte Maßnahmen nach dem Modell der Angebotspolitik bekannt. Unter Ökonomen wird sein Name dagegen hauptsächlich mit Wechselkursregimen und der Theorie optimaler Währungsräume in Verbindung gebracht, für die er auch den Nobelpreis für Wirtschaftswissenschaften erhielt. In seiner Nobelpreisrede behandelte er dennoch schwerpunktmäßig das Thema Angebotspolitik.
Nachdem Kanada in den 1960er Jahren auf frei floatende Währungsparität umgestellt hatte, untersuchte Mundell die volkswirtschaftlichen Folgen freier Wechselkurse, wofür es in der Zeit des Gold-Devisen-Standards von Bretton-Woods nur wenige Möglichkeiten gab. Eine ähnliche Gelegenheit, dieses Phänomen zu studieren, gab es Anfang der 1930er Jahre, als Schweden für einige Jahre zu einem System flexibler Wechselkurse übergegangen war.
Anfang der 1960er Jahre entwickelten er und Marcus Fleming unabhängig voneinander das Grundmodell der Makroökonomik offener Volkswirtschaften, das als Mundell-Fleming-Modell bekannt wurde. Das Modell beschreibt eine kleine Volkswirtschaft, die mit anderen Ländern durch Handel und grenzüberschreitende Kapitalströme verbunden ist, und zeigt, welche Politikoptionen in diesem Fall bestehen und wie das Land auf Veränderungen der inneren und äußeren Rahmenbedingungen reagiert. Es zeigt insbesondere die Unmöglichkeit, gleichzeitig nationale geldpolitische Autonomie, fixe Wechselkurse und freie Kapitalströme zu erreichen (Mundell-Fleming-Trilemma). Nur zwei der drei Ziele können erreicht werden. Aus der Theorie folgt des Weiteren:
- Die Stabilität des Bretton-Woods-Systems beruhte weniger auf dem Goldstandard, eher auf den US-amerikanischen nationalen Reserven.
- Eine nachfrageorientierte Wirtschaftspolitik in einem System variabler Wechselkurse ist ineffektiv, da sie die Zentralbanken behindert.
- Das ökonomische Gleichgewicht zwischen einzelnen Währungszonen beruht auf einem ähnlichen Maß an Preisstabilität. Eine gemeinsame Geldpolitik für alle würde demnach ausreichen, um das Gleichgewicht zu erhalten.

Er folgerte daraus, dass das System von Bretton-Woods sich aufgelöst hatte, weil Europa und die USA unterschiedliche Einstellungen zur Inflationsbekämpfung pflegten, sowie teilweise auch wegen der Finanzierung des Vietnamkriegs. Dies führte zu einer Unterbewertung des Goldes und nachlassender währungspolitischer Disziplin. Über seine Analyse kam es zu einer berühmt gewordenen Debatte mit Milton Friedman.
Seine Erkenntnisse trugen zur Entscheidung bei, den Euro einzuführen. Weiterhin sagte seine Theorie zutreffend voraus, dass nach Verlassen des Bretton-Woods-Systems eine Stagflation, das heißt eine Inflation bei gleichzeitiger Stagnation des Bruttoinlandsprodukts eintreten würde. Als Gegenmaßnahmen befürwortete er 1974 drastische Einkommensteuersenkungen, verbunden mit einem Abbau der Steuerprogression.
Mundell wird von konservativen politischen Kreisen der USA als Galionsfigur verehrt, hat aber Kritiker nicht nur im Lager der Demokratischen Partei, sondern auch in Teilen des konservativen Lagers. Die Kritik entzündet sich einerseits an seiner Ablehnung des Goldstandards, außer in Situationen von Hyperinflation, andererseits daran, dass er die Schuldenpolitik der USA scharf ablehnt. In einem System freier Wechselkurse, so hebt Mundell hervor, könne eine Ausdehnung der Geldmenge nur durch eine positive Zahlungsbilanz erreicht werden.
Im Januar 2013 berichtete die deutsche Presse, dass Mundell, der „Vater des Euro“, im Zusammenhang mit der Staatsschuldenkrise gegen Fiskalunion und Transfer-Milliarden „rebelliere“: „Nur ein Zurück zur nationalen Disziplin könne das Gemeinschaftsprojekt Euro retten. Nicht aber das endlose Geld-Doping für die schuldensüchtigen Südländer“.

### Ausgewählte Veröffentlichungen
- A Theory of Optimum Currency Areas. In: The American Economic Review. 1961, ISSN 0002-8282, S. 657–665.
- The International Monetary System (Conflict and Reform). 1965
- Man and Economics and International Economics. 1968
- Monetary Theory: Interest, Inflation and Growth in the World Economy. 1983
- Global Disequilibrium. 1990
- Debts, Deficits and Economic Performance. 1991
- Building the New Europe. 1992
- Inflation and Growth in China. 1996